# يوجين ميلر
يوجين ميلر (بالإنجليزية: Eugene Miller)‏ هو سياسي أمريكي، ولد في 25 يناير 1899، وتوفي في 8 يوليو 1948. نشط حزبياً في الحزب الديمقراطي. وقد انتخب عضو مجلس نواب تكساس.